# كثافة طاقة السطح

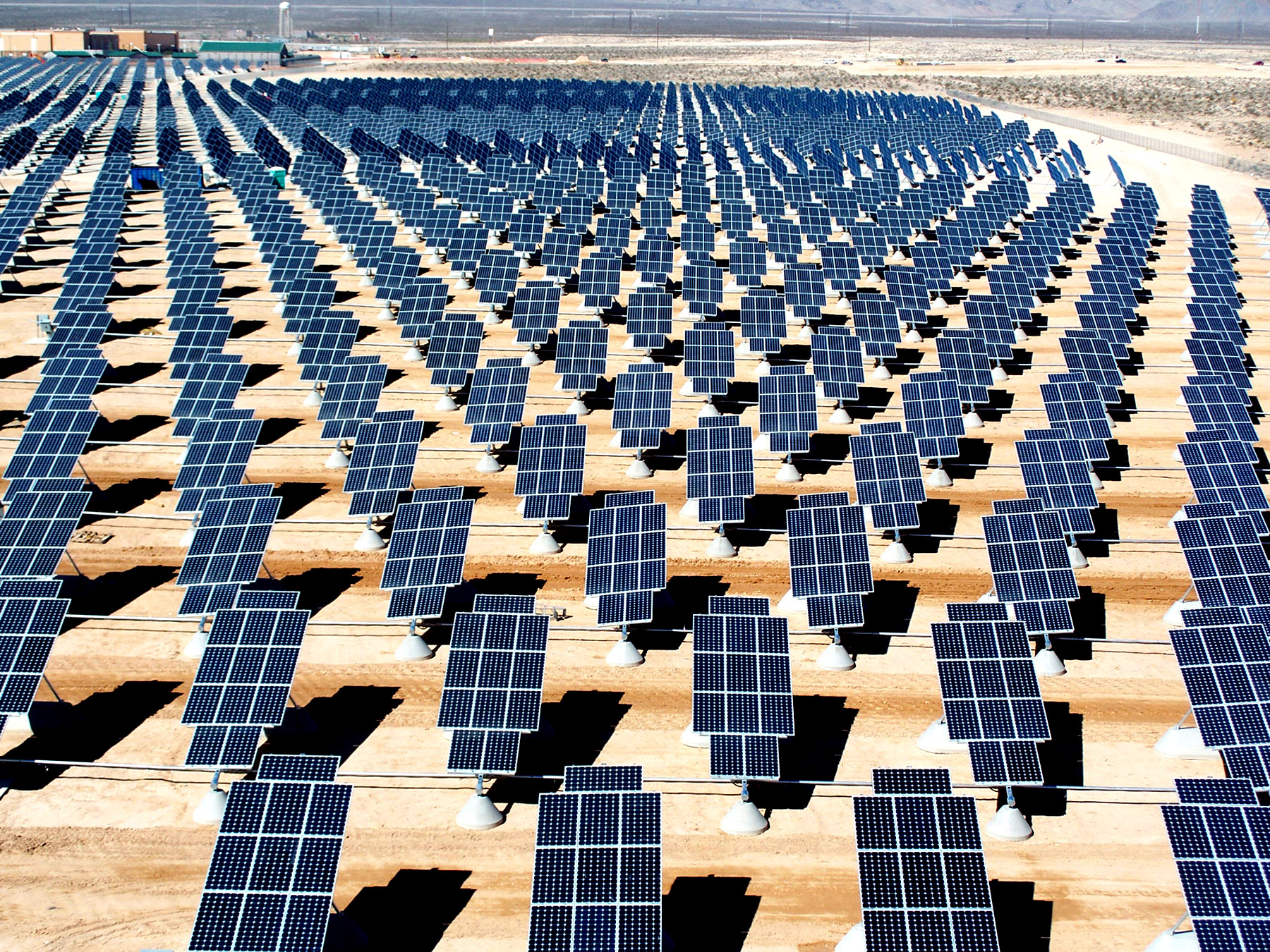
محطة نيلس للطاقة الشمسية الواقعة داخل قاعدة نيلس الجوية، شمال شرق لاس فيغاس، نيفادا، الولايات المتحدة.

تكون كثافة طاقة السطح في الفيزياء والهندسة، أو يطلق عليها أحيانًا القدرة النوعية هي القدرة لكل وحدة مساحة.

## الاستعمالات والتطبيقات
- إن كثافة الإشعاع الكهرومغناطيسي يمكن صياغتها بوحدة واط/متر2. ومن أمثلة تلك الكمية الثابت الشمسي.
- العنفات الريحية يُقارن بينها غالبًا باستخدام القدرة النوعية لقياس الواط لكل متر مربع من مساحة قرص التوربين، وهي {\displaystyle \pi r^{2}}، حيث r هي طول الريشة. ويشيع استخدام هذا القياس أيضًا في اللوحات الشمسية على الأقل في الاستخدامات النموذجية.
- الإشعاعية هي كثافة طاقة السطح لكل وحدة من الزاوية المجسمة (ستيراديان) في اتجاه معين. الإشعاع الطيفي هو إشعاعية كل وحدة تردد (هرتز) عند تردد معين.

### الموجة الكهرومغناطيسية
تنتقل الموجة الكهرومغناطيسية عبر الفضاء، وتنتقل الطاقة من المصدر إلى الأجسام الأخرى (المستقبلات). وتعتمد سرعة انتقال الطاقة على شدة مكونات الحقل الكهرومغناطيسي. فببساطة، تكون سرعة انتقال الطاقة لكل وحدة مساحة (كثافة الطاقة) هي حاصل ضرب شدة الحقل الكهربائية (E) في شدة الحقل المغناطيسي 
Pd (واط/متر2) = E × H (فولت/متر × أمبير/متر)
بحيث تكون
Pd = كثافة الطاقة